# Henri Metzger
Henri Metzger (geboren am 19. August 1912 in La Tronche; gestorben am 2. Oktober 2007 in Vaison-la-Romaine) war ein französischer Klassischer Archäologe, Professor an der Universität Lyon und Direktor des französischen archäologischen Instituts in Istanbul.

## Werdegang
Henri Metzger begann 1932 ein Studium der Geisteswissenschaften an der École normale supérieure in Paris. Seinen Studienschwerpunkt legte er auf die griechische Antike und unternahm aus diesem Grund 1934 zusammen mit Pierre Amandry eine erste Exkursion nach Griechenland. 1937 legte er sein Staatsexamen ab und lehrte danach kurz am Lycée Fustel de Coulanges in Straßburg, bevor er 1938 Mitglied der École française d’Athènes wurde. Dort traf er Pierre Amandry, Ernest Will und Roland Martin – seine Kommilitonen aus Paris – wieder. Mit Ausbruch des Zweiten Weltkriegs wurde er nach Syrien einberufen, wo er seinen Kontakt zu Henri Seyrig auffrischen konnte. Nach dem Waffenstillstand von Compiègne kehrte er 1940 nach Athen zurück und nahm seine Arbeit für die École française wieder auf. Zusammen mit Roland Martin führte er die Ausgrabungen in den Asklepieia von Epidauros (1941–1942) und Athen (1943) durch, zudem die Ausgrabungen im arkadischen Gortys (1941–1942, 1950).
1945 wurde er Assistent am Institut français d’Archéologie in Istanbul. Es begann die Zeit seiner Erforschung Lykiens, zugleich lehrte er als Dozent an der Universität Istanbul. Angeregt durch Jean Audiat richtete er seinen zweiten Forschungsschwerpunkt auf die griechische Keramik. Hier wurde er von Charles Dugas und John D. Beazley gefördert. 1947 wurde er zunächst Assistent für Griechisch und Klassische Archäologie an der Universität Lyon, ab 1948 war er dort Maître de conférences. 1950 erfolgte in Paris die Promotion mit einer Dissertation über attische Vasenmalerei: Les représentations dans la céramique attique du IVe siècle. Als Charles Dugas 1957 in den Ruhestand trat, folgte ihm Henri Metzger auf dem Lehrstuhl für Klassische Archäologie in Lyon. Von 1961 bis 1968 war er zudem assoziierter Professor an der Universität Genf, an der er in Jean-Marc Moret einen akademischen Schüler fand, der 1999 den Lehrstuhl in Lyon einnehmen sollte. In Lyon trug Henri Metzger neben dem Lehrstuhl auch die Verantwortung für die Bibliothèque Salomon-Reinach – ein 15.000 Bücher umfassendes Vermächtnis des Archäologen Salomon Reinach an die Universität Lyon.
Im Jahr 1975 unterbrach Henri Metzger seine universitäre Tätigkeit, um die Direktion des Institut français d’études anatoliennes in Istanbul zu übernehmen, die er bis 1980 innehatte. An die Universität Lyon zurückgekehrt, trat er 1981 in den Ruhestand.

## Forschung
Seit der Zeit seiner Promotion waren die Forschungen Henri Metzgers zweigeteilt: Einerseits die griechische Keramik insbesondere Attikas und Unteritaliens, wie er sie in seiner Hauptarbeit für das Doctorat behandelt hat, andererseits die Kunst Anatoliens, die Thema seiner Ergänzungsarbeit (thése complémentaire) war: Catalogue des monuments votifs du musée d’Adalia.
Im Bereich der Vasenmalerei war Henri Metzger vornehmlich an Fragen der Ikonografie und – im Anschluss etwa an Erwin Panofsky und Ernst Gombrich – der Ikonologie interessiert. Diesbezüglich entwickelte er die Ansätze fort, die Charles Dugas bereits zu verfolgen begonnen hatte, und unterschied sich grundsätzlich von den Forschungen John D. Beazleys, mit dem er in ständigem Kontakt stand. Henri Metzger betrachtete im Vasenhersteller und -maler nicht nur den Künstler, sondern auch den Händler und versuchte, dessen Wechselwirkung mit dem Auftraggeber oder Käufer herauszuarbeiten. Von 1960 bis 1994 trug er beständig Beiträge zum Thema in der Revue des Études Grecques bei und leitete die Rubrik Bulletin archéologique – céramique. Aufgrund dieser Forschungen wurde er 1988 Direktor des internationalen Forschungsprojektes Corpus Vasorum Antiquorum, das er bis 2002 leitete.
Beinahe gleichermaßen bestimmend für sein Forscherleben waren die Untersuchungen Lykiens. Im Jahr 1950 hatten Pierre Demargne und Pierre Devambez Ausgrabungen in Xanthos, der Hauptstadt des Lykischen Bundes, begonnen, denen sich Henri Metzger 1951 anschloss. Bis 1959 war er Teilnehmer der Ausgrabungen, von 1962 bis 1978 dann Leiter der archäologischen Mission in Xanthos und dem nahe gelegenen Bundesheiligtum, dem Letoon – eine von ihm in die Wege geleitete Untersuchung. Die Kenntnis lykischer Architektur, lykischer Kunst sowie lykischen Handels und Austauschs mit den Städten der Ägäis wurden durch die Forschungen all dieser Jahre auf eine neue Grundlage gestellt. Von den neun Bänden zu den Ausgrabungsergebnissen in Xanthos trug Henri Metzger allein zwei Bände bei. Zu den Meilensteinen der Funde aus dem Letoon gehört die Trilingue vom Letoon, die – 1973 entdeckt – zunächst 1974 in den Comptes rendus de l’Académie des inscriptions et belles-lettres, dann mit eigenem Band in den Fouilles de Xanthos 1979 publiziert wurde.
Im Jahr 1977 organisierte Henri Metzger das erste Colloque sur la Lycie antique in Istanbul, es folgten weitere 1990 in Wien und 2005 in Antalya. 1978 gab er die Leitung der französischen Mission in Xanthos und im Letoon auf.

## Mitgliedschaften und Ehrungen
Henri Metzger wurde 1988 in die Académie des inscriptions et belles-lettres gewählt. Er war Kommandeur des Ordre des Palmes Académiques, Chevalier der Ehrenlegion und Chevalier des Ordre national du Mérite. Er war Mitglied des Deutschen Archäologischen Instituts, der Österreichischen Gesellschaft für Archäologie und der Archäologischen Gesellschaft Athen.

## Publikationen (Auswahl)
- Les représentations dans la céramique attique du IVe siècle (= Bibliothéque des Écoles d’Athenes et de Rome. Nummer 172). Boccard, Paris 1951.
- Catalogue des monuments votifs du Musée d’Adalia (= Études Orientales. Band 11). Boccard, Paris 1952.
- Fouilles de Xanthos. Band 2: L’acropole lycienne. Boccard, Paris 1963.
- Recherches sur l’imagerie athénienne. Boccard, Paris 1965.
- Anatolie II. Début du Ier millénaire-fin de l’époque romaine. Nagel, Genf 1969.
- mit Dietrich von Bothmer, John Nicolas Coldstream: Fouilles de Xanthos. Band 4: Les céramiques archaïques et classiques de l’acropole lycienne. Klincksieck, Paris 1972.
- mit Roland Martin: La religion grecque. Presses Universitaires de France, Paris 1976.
- mit Emmanuel Laroche, André Dupont-Sommer, Manfred Mayrhofer: Fouilles de Xanthos. Band 6: La stèle trilingue du Létôon Klincksieck, Paris 1979.
- mit André Bourgarel, Gérard Siebert, Alain Davesne, Jean Marcadé, Jean Bousquet: Fouilles de Xanthos Band 9: La région Nord du Létôon. Zwei Bände. Klincksieck, Paris 1992.